# Оскар (91-ша церемонія вручення)
91-ша церемонія вручення нагород премії «Оскар» Академії кінематографічних мистецтв і наук за досягнення в галузі кінематографа за 2018 рік відбулася 24 лютого 2019 року в театрі «Долбі» у Лос-Анджелесі, Каліфорнія, США. Найкращим фільмом року було визнано стрічку режисера Пітера Фарреллі «Зелена книга».
8 серпня 2018 року Американська кіноакадемія оголосила про деякі зміни в правилах, які буде внесено до церемонії 2019 року: трансляція церемонії віднині не буде перевищувати трьох годин через падіння рейтингів трансляції в останні роки. Також планувалося додати нову категорію, для найпопулярніших фільмів, у якій будуть представлені фільми з великими касовими зборами. Зміни відразу ж розкритикувало багато голлівудських кінематографістів. 6 вересня 2018 року кіноакадемія заявила, що категорія «популярного фільму» потребує подальшого вивчення і тому її не буде на наступній 91-ій церемонії нагородження премією «Оскара», зазначивши, що «залишаючись прихильниками великої кількості фільмів, впровадження будь-якої нової нагороди за дев'ять місяців до початку церемонії створює виклики для фільмів, що вже вийшли».

## Перебіг церемонії
| Дата                     | Подія                                           |
| Вівторок, 19 лютого 2019 | Завершення остаточного голосування              |
| Неділя, 24 лютого 2019   | 91-ша церемонія вручення нагород премії «Оскар» |

22 січня 2019 року Академії кінематографічних мистецтв і наук назвала номінантів. Спеціальну церемонію оголошення провели комік Кумейл Нанджіані та акторка Трейсі Елліс Росс. Найбільше номінацій отримала драма Альфонсо Куарона «Рома» — вона претендувала на 10 «Оскарів» (отримала 3). Трагікомедія Йоргоса Лантімоса «Фаворитка» була заявлена в дев'яти номінаціях (отримала одну нагороду), однак за звання найкращої акторки другого плану змагалися відразу дві учасниці касту фільму — Емма Стоун і Рейчел Вайс, тож у неї теж 10 номінацій. Режисерський дебют Бредлі Купера, музична драма «Народження зірки» і політична комедія «Влада» змагалися за 8 статуеток.

### Кевін Гарт
4 грудня 2018 року було оголошено, що ведучим церемонії вперше виступить американський актор, комік Кевін Гарт. А вже 6 грудня Гарт оголосив у Твіттері, що він відмовляється від ролі ведучого через звинувачення у гомофобії, пов'язані з його публікаціями у соцмережах у 2010 році та після звернення американської ЛГБТ-організації GLAAD до самого актора, а також до кіноакадемії й телеканалу ABC, який транслюватиме «Оскар».

## Список номінантів та переможців

Лауреати премії
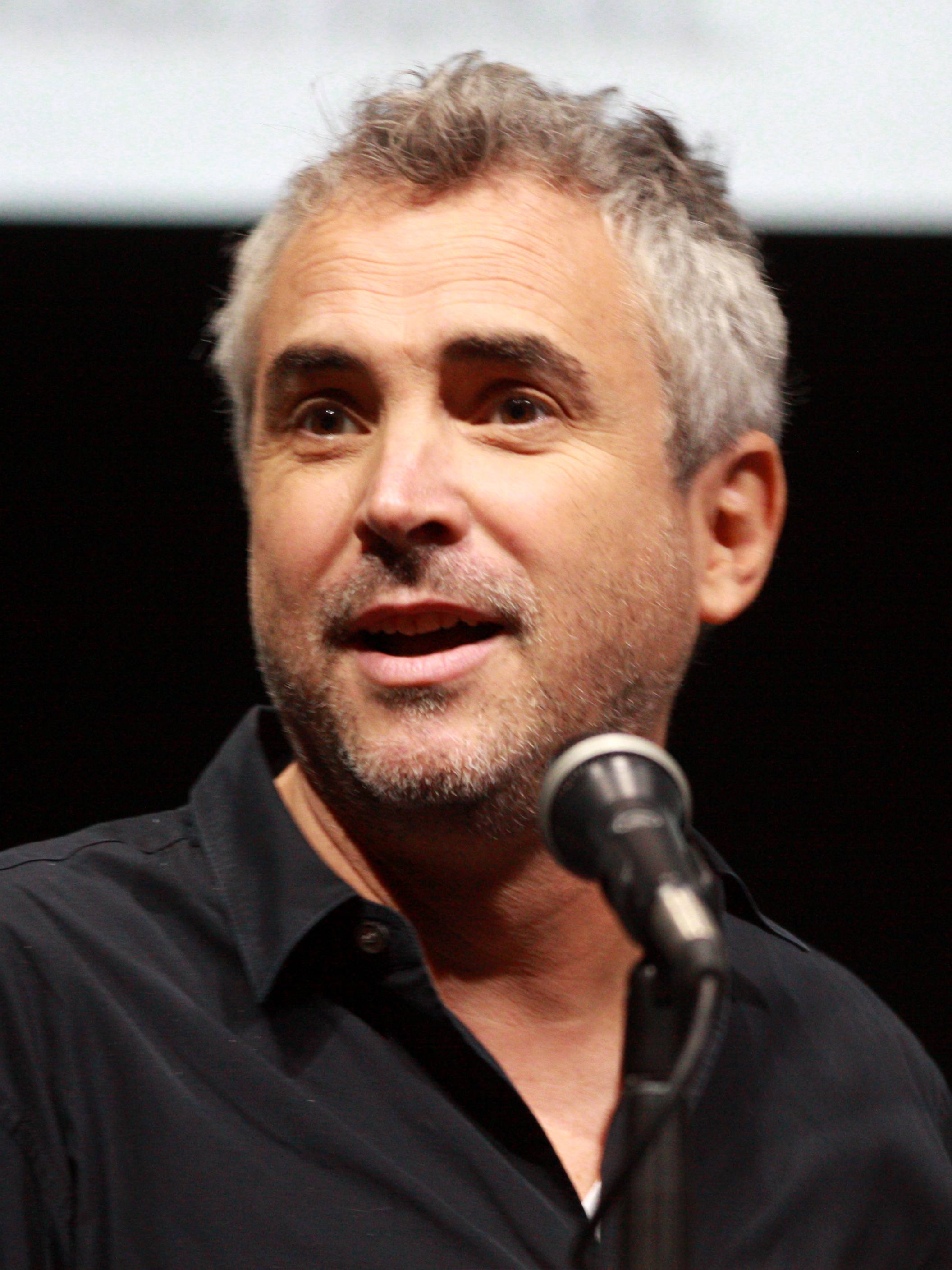
Альфонсо Куарон, «Найкращий режисер»
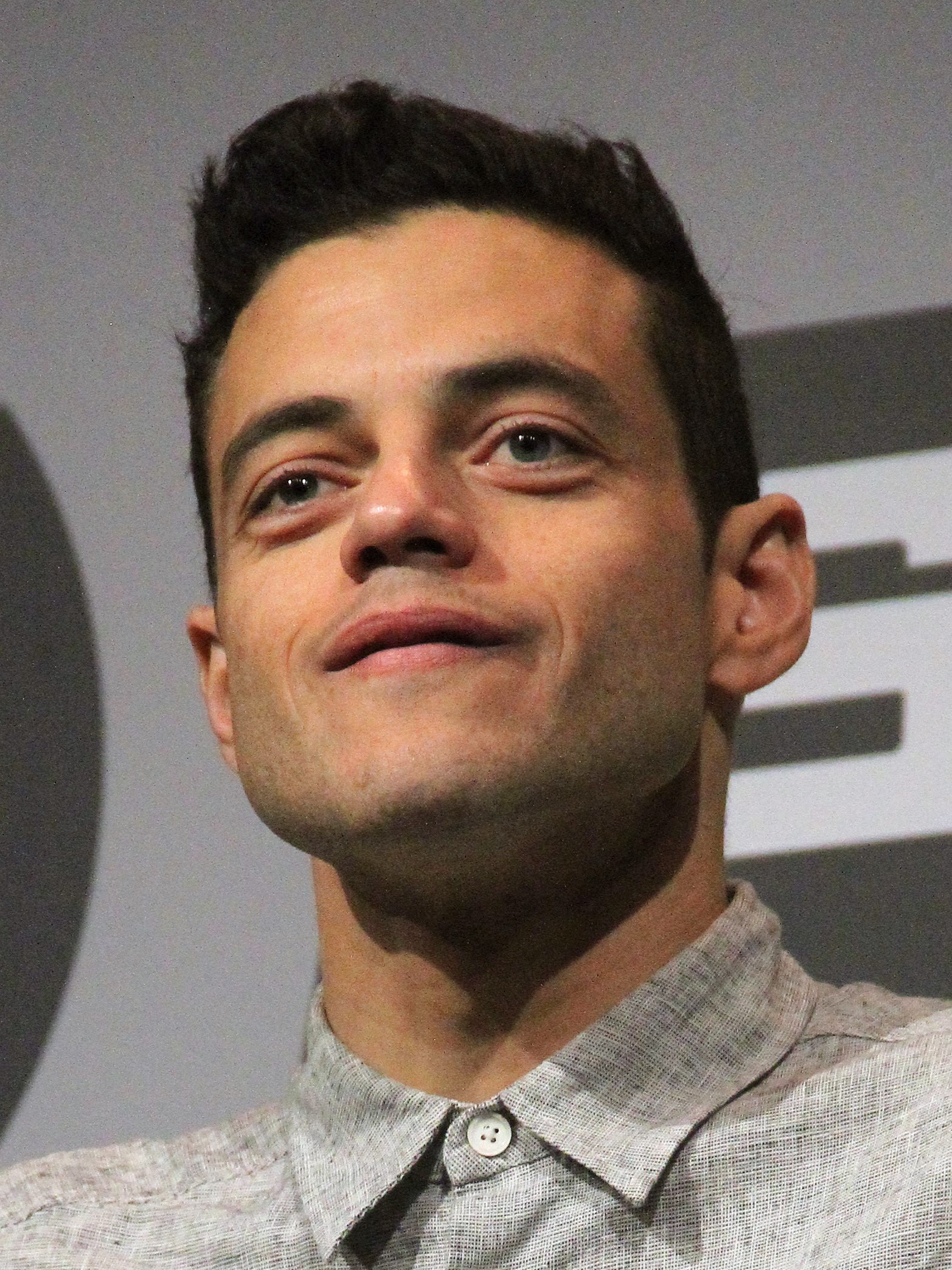
Рамі Малек, «Найкраща чоловіча роль»
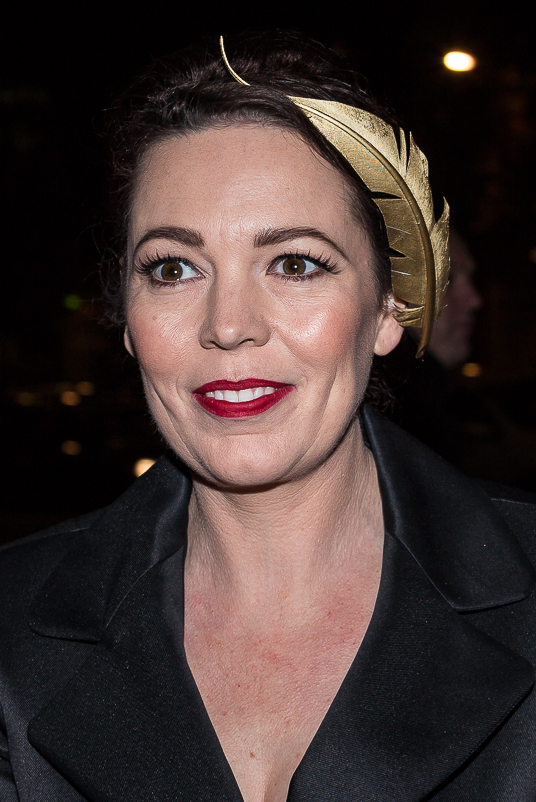
Олівія Колман, «Найкраща жіноча роль»
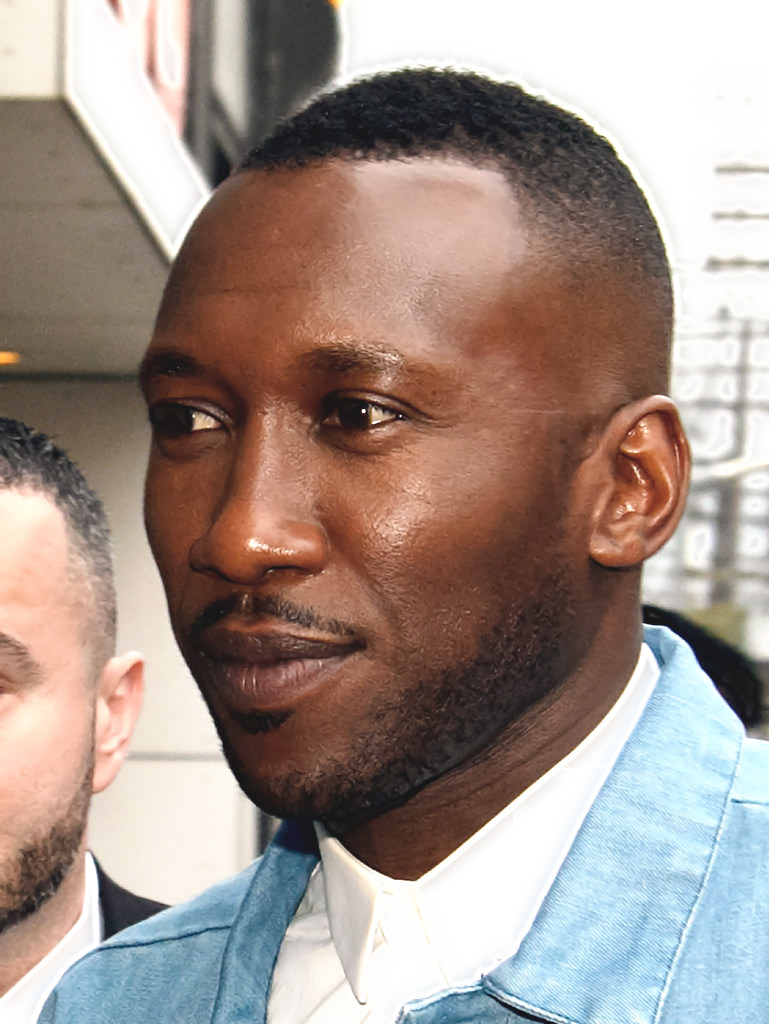
Магершала Алі, «Найкраща чоловіча роль другого плану»
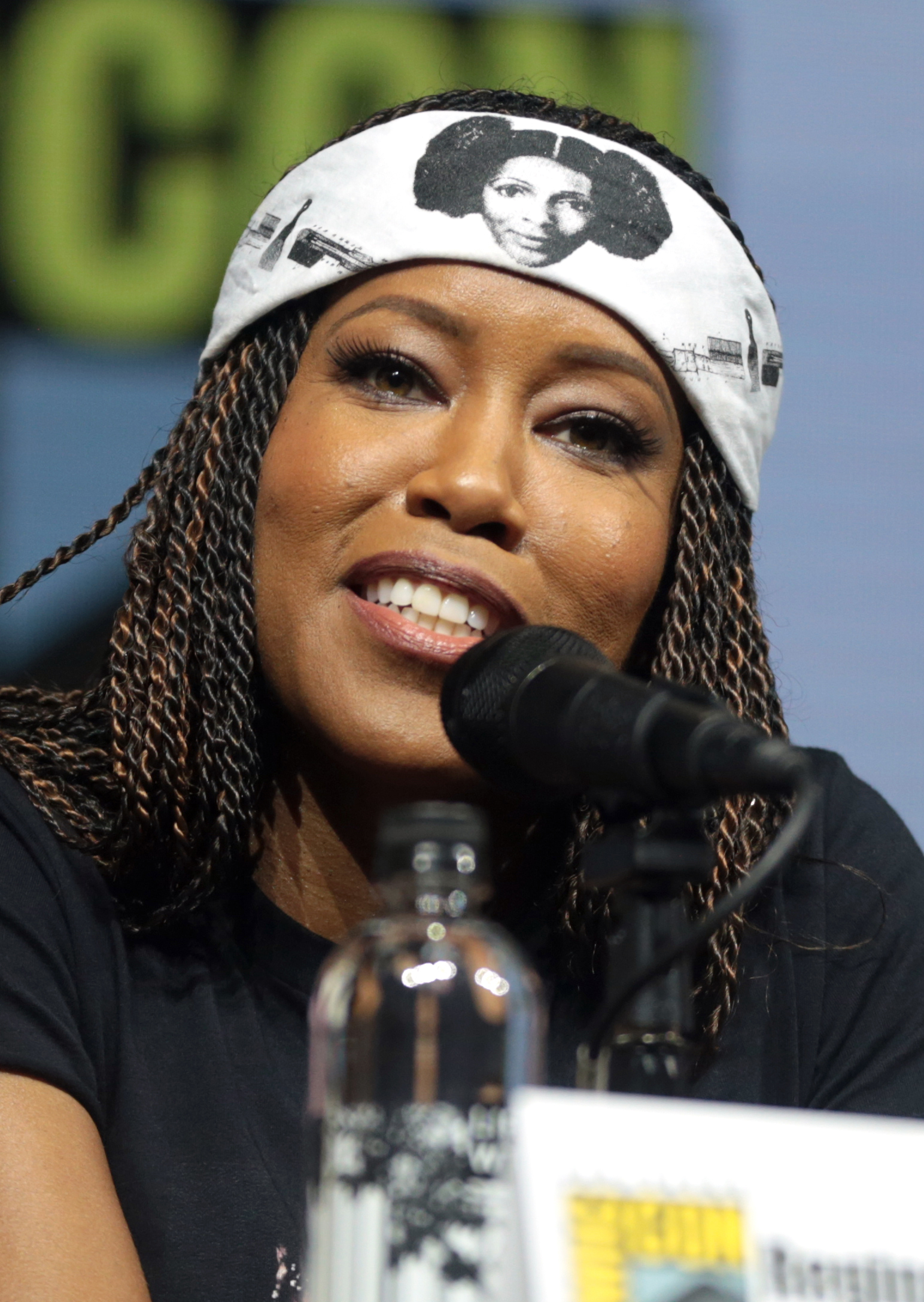
Реджина Кінг, «Найкраща жіноча роль другого плану»

| Категорія                                       | Номінанти та переможці | |
| ----------------------------------------------- | --- | --- |
| Найкращий фільм                                 | • «Зелена книга» (Green Book, продюсери: Джим Берк, Чарльз Б. Весслер, Браян Каррі, Пітер Фарреллі та Нік Валлелонга)            | • «Зелена книга» (Green Book, продюсери: Джим Берк, Чарльз Б. Весслер, Браян Каррі, Пітер Фарреллі та Нік Валлелонга)  |
| Найкращий фільм                                 | • «Богемна рапсодія» (Bohemian Rhapsody, продюсер: Грем Кінг)                                                                    | |
| Найкращий фільм                                 | • «Влада» (Vice, продюсери: Деде Гарднер, Джеремі Клейнер, Адам Мак-Кей та Кевін Дж. Мессік)                                     | |
| Найкращий фільм                                 | • «Народження зірки» (A Star Is Born, продюсери: Білл Гербер, Бредлі Купер та Лінетт Гауелл Тейлор)                              | |
| Найкращий фільм                                 | • «Рома» (Roma, продюсери: Габріела Родрігес та Альфонсо Куарон)                                                                 | |
| Найкращий фільм                                 | • «Чорна Пантера» (Black Panther, продюсер: Кевін Файгі)                                                                         | |
| Найкращий фільм                                 | • «Чорний куклукскланівець» (BlacKkKlansman, продюсери: Шон Маккіттрик, Джейсон Блум, Реймонд Менсфілд, Джордан Піл та Спайк Лі) | |
| Найкращий фільм                                 | • «Фаворитка» (The Favourite, продюсери: Сесі Демпсі, Ед Гіні, Лі Магідей та Йоргос Лантімос)                                    | |
| Найкращий режисер                               | • Альфонсо Куарон — «Рома» | • Альфонсо Куарон — «Рома»                                                                                             |
| Найкращий режисер                               | • Йоргос Лантімос — «Фаворитка»                                                                                                  | |
| Найкращий режисер                               | • Спайк Лі — «Чорний куклукскланівець»                                                                                           | |
| Найкращий режисер                               | • Адам Мак-Кей — «Влада» | |
| Найкращий режисер                               | • Павел Павліковський — «Холодна війна»                                                                                          | |
| Найкращий актор                                 | • Рамі Малек — «Богемна рапсодія» (за роль Фредді Мерк'юрі)                                                                      | • Рамі Малек — «Богемна рапсодія» (за роль Фредді Мерк'юрі)                                                            |
| Найкращий актор                                 | • Крістіан Бейл — «Влада» (за роль Діка Чейні)                                                                                   | |
| Найкращий актор                                 | • Віллем Дефо — «Ван Гог. На порозі вічності» (за роль Вінсента ван Гога)                                                        | |
| Найкращий актор                                 | • Бредлі Купер — «Народження зірки» (за роль Джексона Мейна)                                                                     | |
| Найкращий актор                                 | • Вігго Мортенсен — «Зелена книга» (за роль Тоні Ліпа)                                                                           | |
| Найкраща акторка                                | • Олівія Колман — «Фаворитка» (за роль королеви Анни)                                                                            | • Олівія Колман — «Фаворитка» (за роль королеви Анни)                                                                  |
| Найкраща акторка                                | • Яліца Апарисіо — «Рома» (за роль Клео)                                                                                         | |
| Найкраща акторка                                | • Леді Гага — «Народження зірки» (за роль Еллі)                                                                                  | |
| Найкраща акторка                                | • Гленн Клоуз — «Дружина» (за роль Джоан Каслман)                                                                                | |
| Найкраща акторка                                | • Мелісса Маккарті — «Чи зможете Ви мені пробачити?» (за роль Лі Ізраєль)                                                        | |
| Найкращий актор другого плану                   | • Магершала Алі — «Зелена книга» (за роль Дона Ширлі)                                                                            | • Магершала Алі — «Зелена книга» (за роль Дона Ширлі)                                                                  |
| Найкращий актор другого плану                   | • Річард Е. Грант — «Чи зможете Ви мені пробачити?» (за роль Джека Гока)                                                         | |
| Найкращий актор другого плану                   | • Адам Драйвер — «Чорний куклукскланівець» (за роль Фліпа Циммермана)                                                            | |
| Найкращий актор другого плану                   | • Сем Елліотт — «Народження зірки» (за роль Боббі)                                                                               | |
| Найкращий актор другого плану                   | • Сем Роквелл — «Влада» (за роль Джорджа Вокера Буша)                                                                            | |
| Найкраща акторка другого плану                  | • Реджина Кінг — «Якби Біл-стріт могла заговорити» (за роль Шерон Ріверс)                                                        | |
| Найкраща акторка другого плану                  | • Емі Адамс — «Влада» (за роль Лінн Чейні)                                                                                       | |
| Найкраща акторка другого плану                  | • Рейчел Вайс — «Фаворитка» (за роль леді Сари)                                                                                  | |
| Найкраща акторка другого плану                  | • Марина Де Тавіра — «Рома» (за роль Софії)                                                                                      | |
| Найкраща акторка другого плану                  | • Емма Стоун — «Фаворитка» (за роль Ебігейл Машем)                                                                               | |
| Найкращий оригінальний сценарій                 | • Пітер Фарреллі, Нік Валлелонга, Браян Гейєс Каррі — «Зелена книга»                                                             | • Пітер Фарреллі, Нік Валлелонга, Браян Гейєс Каррі — «Зелена книга»                                                   |
| Найкращий оригінальний сценарій                 | • Дебора Девіс, Тоні Макнамара — «Фаворитка»                                                                                     | |
| Найкращий оригінальний сценарій                 | • Альфонсо Куарон — «Рома» | |
| Найкращий оригінальний сценарій                 | • Адам Мак-Кей — «Влада» | |
| Найкращий оригінальний сценарій                 | • Пол Шредер — «Перша реформаторська церква»                                                                                     | |
| Найкращий адаптований сценарій                  | • Спайк Лі, Чарлі Вахтел, Кевін Віллмотт — «Чорний куклукскланівець»                                                             | • Спайк Лі, Чарлі Вахтел, Кевін Віллмотт — «Чорний куклукскланівець»                                                   |
| Найкращий адаптований сценарій                  | • Ніколь Голофценер, Джефф Вітті — «Чи зможете Ви мені пробачити?»                                                               | |
| Найкращий адаптований сценарій                  | • Баррі Дженкінс — «Якби Біл-стріт могла заговорити»                                                                             | |
| Найкращий адаптований сценарій                  | • Ітан Коен, Джоел Коен — «Балада Бастера Скраггса»                                                                              | |
| Найкращий адаптований сценарій                  | • Ерік Рот, Бредлі Купер, Вілл Феттерз — «Народження зірки»                                                                      | |
| Найкращий анімаційний фільм                     | • «Людина-павук: Навколо всесвіту» (Spider-Man: Into the Spider-Verse, реж. Пітер Ремзі, Боб Персічетті, Родні Ротман)           | • «Людина-павук: Навколо всесвіту» (Spider-Man: Into the Spider-Verse, реж. Пітер Ремзі, Боб Персічетті, Родні Ротман) |
| Найкращий анімаційний фільм                     | • «Мірай з майбутнього» (Mirai, реж. Мамору Хосода)                                                                              | |
| Найкращий анімаційний фільм                     | • «Острів собак» (Isle of Dogs, реж. Вес Андерсон)                                                                               | |
| Найкращий анімаційний фільм                     | • «Ральф-руйнівник 2: Інтернетрі» (Ralph Breaks the Internet, реж. Річ Мур, Філ Джонстон)                                        | |
| Найкращий анімаційний фільм                     | • «Суперсімейка 2» (Incredibles 2, реж. Бред Берд)                                                                               | |
| Найкращий фільм іноземною мовою                 | • «Рома» (Roma, реж. Альфонсо Куарон)                                                                                            | • «Рома» (Roma, реж. Альфонсо Куарон)                                                                                  |
| Найкращий фільм іноземною мовою                 | • «Капернаум» (Capernaum, реж. Надін Лабакі)                                                                                     | |
| Найкращий фільм іноземною мовою                 | • «Крамничні злодюжки» (Shoplifters, реж. Хірокадзу Корееда)                                                                     | |
| Найкращий фільм іноземною мовою                 | • «Робота без авторства» (Never look away, реж. Флоріан Генкель фон Доннерсмарк)                                                 | |
| Найкращий фільм іноземною мовою                 | • «Холодна війна» (Cold war, реж. Павел Павліковський)                                                                           | |
| Найкращий документальний фільм                  | • «Вільне сходження» (Free Solo, реж. Джиммі Чін, Елізабет Чай Васаргелі)                                                        | • «Вільне сходження» (Free Solo, реж. Джиммі Чін, Елізабет Чай Васаргелі)                                              |
| Найкращий документальний фільм                  | • «Дослідження розриву» (Minding the gap, реж. Бінг Лю)                                                                          | |
| Найкращий документальний фільм                  | • «Округ Гейл цим ранком, цим вечором» (Hail county this morning, this evening, реж. Рамелл Росс)                                | |
| Найкращий документальний фільм                  | • «Про батьків та дітей» (Of fathers and sons, реж. Талал Деркі)                                                                 | |
| Найкращий документальний фільм                  | • «РБГ» (RBG, реж. Бетсі Вест, Джулі Коен)                                                                                       | |
| Найкращий документальний короткометражний фільм | • «Крапка. Кінець речення» (Period. End of sentence, реж. Райка Зентабчі та Мелісса Бертон)                                      | • «Крапка. Кінець речення» (Period. End of sentence, реж. Райка Зентабчі та Мелісса Бертон)                            |
| Найкращий документальний короткометражний фільм | • «Кінець гри» (Endgame, реж. Роб Епштайн та Джеффрі Фрідман)                                                                    | |
| Найкращий документальний короткометражний фільм | • «Ніч у саду» (A night at the garden, реж. Маршалл Каррі)                                                                       | |
| Найкращий документальний короткометражний фільм | • «Рятівний човен» (Lifeboat, реж. Скай Фітцеджеральд та Браян Мусер)                                                            | |
| Найкращий документальний короткометражний фільм | • «Чорна вівця» (Black sheep, реж. Ед Перкінс та Джонатан Чінн)                                                                  | |
| Найкращий ігровий короткометражний фільм        | • «Шкіра» (Skin, реж. Гай Наттів, Джеймі Рей Ньюман)                                                                             | • «Шкіра» (Skin, реж. Гай Наттів, Джеймі Рей Ньюман)                                                                   |
| Найкращий ігровий короткометражний фільм        | • «Маргарита» (Marguerite, реж. Маріан Фарлі та Марі-Гелен Паніссе)                                                              | |
| Найкращий ігровий короткометражний фільм        | • «Мати» (Mother, реж. Родірго Сорогоєн                                                                                          | |
| Найкращий ігровий короткометражний фільм        | • «Хижак» (Fauve, реж. Еремі Комте)                                                                                              | |
| Найкращий ігровий короткометражний фільм        | • «Затримання» (Detainment, реж. Вінсент Ламб)                                                                                   | |
| Найкращий анімаційний короткометражний фільм    | • «Бао» (Bao, реж. Домі Ши та Бакі Нейман-Кобб)                                                                                  | • «Бао» (Bao, реж. Домі Ши та Бакі Нейман-Кобб)                                                                        |
| Найкращий анімаційний короткометражний фільм    | • «Вікенди» (Weekends, реж. Тревор Гіменес)                                                                                      | |
| Найкращий анімаційний короткометражний фільм    | • «Один маленький крок» (One small step, реж. Ендрю Чесворт, Боббі Понтіллас)                                                    | |
| Найкращий анімаційний короткометражний фільм    | • «Пізно ввечері» (Late afternoon, реж. Луїза Баньялл)                                                                           | |
| Найкращий анімаційний короткометражний фільм    | • «Тваринна поведінка» (Animal Behavour, реж. Елісон Сноуден, Девід Файно)                                                       | |
| Найкраща музика                                 | • Людвіг Йоранссон — «Чорна Пантера»                                                                                             | • Людвіг Йоранссон — «Чорна Пантера»                                                                                   |
| Найкраща музика                                 | • Теренс Бленчард — «Чорний куклукскланівець»                                                                                    | |
| Найкраща музика                                 | • Ніколас Брітелл — «Якби Біл-стріт могла заговорити»                                                                            | |
| Найкраща музика                                 | • Александр Деспла — «Острів собак»                                                                                              | |
| Найкраща музика                                 | • Марч Шейман — «Мері Поппінс повертається»                                                                                      | |
| Найкраща пісня до фільму                        | • «Shallow» («Народження зірки»)                                                                                                 | • «Shallow» («Народження зірки»)                                                                                       |
| Найкраща пісня до фільму                        | • «All the Stars» («Чорна Пантера»)                                                                                              | |
| Найкраща пісня до фільму                        | • «I'll Fight» («РБГ») | |
| Найкраща пісня до фільму                        | • «The place where lost things go» («Мері Поппінс повертається»)                                                                 | |
| Найкраща пісня до фільму                        | • «When a cowboy trades his spurs for wings» («Балада Бастера Скраггса»)                                                         | |
| Найкращий монтаж                                | • Джон Оттман — «Богемна рапсодія»                                                                                               | • Джон Оттман — «Богемна рапсодія»                                                                                     |
| Найкращий монтаж                                | • Беррі Александер Браун — «Чорний куклукскланівець»                                                                             | |
| Найкращий монтаж                                | • Патрік Дж. Дон Віто — «Зелена книга»                                                                                           | |
| Найкращий монтаж                                | • Генк Коруїн — «Влада» | |
| Найкращий монтаж                                | • Йоргос Мавропсаридіс — «Фаворитка»                                                                                             | |
| Найкращий звук                                  | • Пол Мессі, Тім Каваґін та Джон Казалі — «Богемна рапсодія»                                                                     | • Пол Мессі, Тім Каваґін та Джон Казалі — «Богемна рапсодія»                                                           |
| Найкращий звук                                  | • Стів Боддекер, Брендон Проктор та Пітер Девлін — «Чорна Пантера»                                                               | |
| Найкращий звук                                  | • Скіп Лівсі, Крейг Геніґан та Хосе Антоніо Гарсія — «Рома»                                                                      | |
| Найкращий звук                                  | • Том Озаніч, Дін Зупанчич, Джейсон Рудер та Стівен Морроу — «Народження зірки»                                                  | |
| Найкращий звук                                  | • Джон Тейлор, Френк А. Монтаньйо, Ай-Лінг Лі та Мері Г. Елліс — «Перша людина»                                                  | |
| Найкращий художник-постановник                  | • Ханна Бічлер (постановник), Джей Гарт (декоратор) — «Чорна Пантера»                                                            | • Ханна Бічлер (постановник), Джей Гарт (декоратор) — «Чорна Пантера»                                                  |
| Найкращий художник-постановник                  | • Еухеніо Кабальєро (постановник), Барбара Енрікес (декоратор) — «Рома»                                                          | |
| Найкращий художник-постановник                  | • Фіона Кромбі (постановник), Еліс Фелтон (декоратор) — «Фаворитка»                                                              | |
| Найкращий художник-постановник                  | • Нейтан Краулі (постановник), Кеті Лукас (декоратор) — «Перша людина»                                                           | |
| Найкращий художник-постановник                  | • Джон Мір (постановник), Гордон Сім (декоратор) — «Мері Поппінс повертається»                                                   | |
| Найкращий оператор                              | • Альфонсо Куарон — «Рома» | • Альфонсо Куарон — «Рома»                                                                                             |
| Найкращий оператор                              | • Калеб Дешанель — «Робота без авторства»                                                                                        | |
| Найкращий оператор                              | • Лукаш Зал — «Холодна війна» | |
| Найкращий оператор                              | • Меттью Лібатік — «Народження зірки»                                                                                            | |
| Найкращий оператор                              | • Роббі Раян — «Фаворитка» | |
| Найкращий грим та зачіски                       | • Грег Кенном, Кейт Біско та Патриція Дегані — «Влада»                                                                           | • Грег Кенном, Кейт Біско та Патриція Дегані — «Влада»                                                                 |
| Найкращий грим та зачіски                       | • Йоран Лундстрем та Памела Голдаммер — «На межі світів»                                                                         | |
| Найкращий грим та зачіски                       | • Дженні Ширкор, Марк Пілчер та Джессіка Брукс — «Марія — королева Шотландії»                                                    | |
| Найкращий дизайн костюмів                       | • Рут Е. Картер — «Чорна Пантера»                                                                                                | • Рут Е. Картер — «Чорна Пантера»                                                                                      |
| Найкращий дизайн костюмів                       | • Александра Бірн — «Марія — королева Шотландії»                                                                                 | |
| Найкращий дизайн костюмів                       | • Мері Зофріс — «Балада Бастера Скраггса»                                                                                        | |
| Найкращий дизайн костюмів                       | • Сенді Пауелл — «Мері Поппінс повертається»                                                                                     | |
| Найкращий дизайн костюмів                       | • Сенді Пауелл — «Фаворитка» | |
| Найкращий звуковий монтаж                       | • Джон Воргерст та Ніна Гартстоун — «Богемна рапсодія»                                                                           | • Джон Воргерст та Ніна Гартстоун — «Богемна рапсодія»                                                                 |
| Найкращий звуковий монтаж                       | • Бенджамін А. Бертт та Стів Боддекер — «Чорна Пантера»                                                                          | |
| Найкращий звуковий монтаж                       | • Серхіо Діас та Скіп Лівсі — «Рома»                                                                                             | |
| Найкращий звуковий монтаж                       | • Ай-Лінг Лі та Мілдред Аятру Морган — «Перша людина»                                                                            | |
| Найкращий звуковий монтаж                       | • Ітан ван дер Рін та Ерік Аадаль — «Тихе місце»                                                                                 | |
| Найкращі візуальні ефекти                       | • Пол Ламберт, Ієн Гантер, Тристан Майлз та Джей Ді Швалм — «Перша людина»                                                       | • Пол Ламберт, Ієн Гантер, Тристан Майлз та Джей Ді Швалм — «Перша людина»                                             |
| Найкращі візуальні ефекти                       | • Роб Бредоу, Патрик Табач, Ніл Скенлан та Домінік Туохі — «Соло. Зоряні Війни. Історія»                                         | |
| Найкращі візуальні ефекти                       | • Роджер Гайєтт, Греді Кофер, Меттью Батлер та Дейвід Ширк — «Першому гравцю приготуватися»                                      | |
| Найкращі візуальні ефекти                       | • Ден Делію, Келлі Порт, Рассел Ерл та Ден Судік — «Месники: Війна нескінченності»                                               | |
| Найкращі візуальні ефекти                       | • Крістофер Лоуренс, Майкл Імс, Тео Джонс та Крис Корбоулд — «Крістофер Робін»                                                   | |

## Спеціальні відзнаки
Вручення спеціальних нагород відбулося в неділю, 18 листопада 2018 року, в Hollywood & Highland Center, на 10-й церемонії Governors Awards. Переможці були визначені й оголошені 4 вересня 2018 року за підсумками голосування Ради керівників академії.

### Почесний «Оскар»
- Марвін Леві — американський публіцист
- Лало Шифрин — аргентинсько-американський композитор
- Сіселі Тайсон — американська акторка

### Нагорода імені Ірвінга Тальберга
- Кетлін Кеннеді
- Френк Вілтон Маршалл

### Фільми з найбільшою кількістю номінацій та нагород
| Фільм                               | Номінації | Перемоги |
| ----------------------------------- | --------- | -------- |
| • «Рома»                            | 10        | 3        |
| • «Фаворитка»                       | 10        | 1        |
| • «Влада»                           | 8         | 1        |
| • «Народження зірки»                | 8         | 1        |
| • «Чорна Пантера»                   | 7         | 3        |
| • «Чорний куклукскланівець»         | 6         | 1        |
| • «Богемна рапсодія»                | 5         | 4        |
| • «Зелена книга»                    | 5         | 3        |
| • «Мері Поппінс повертається»       | 4         | —        |
| • «Перша людина»                    | 4         | 1        |
| • «Балада Бастера Скраггса»         | 3         | —        |
| • «Холодна війна»                   | 3         | —        |
| • «Чи зможете Ви мені пробачити?»   | 3         | —        |
| • «Якби Біл-стріт могла заговорити» | 3         | 1        |
| • «Марія — королева Шотландії»      | 2         | —        |
| • «Острів собак»                    | 2         | —        |
| • «Робота без авторства»            | 2         | —        |
| • «Рут Бадер Гінзбург»              | 2         | —        |
| • «Бао»                             | 1         | 1        |
| • «Вільне сходження»                | 1         | 1        |
| • «Людина-павук: Навколо всесвіту»  | 1         | 1        |
| • «Крапка. Кінець речення»          | 1         | 1        |
| • «Шкіра»                           | 1         | 1        |

## Матеріали
- Юрій Самусенко. Гайд по «Оскару–2019». Moviegram. 24.02.2019.
- Лілія Зінченко. Без ведучого і без явного фаворита. Якою була церемонія вручення премії «Оскар-2019» (ФОТО). Детектор медіа. 25 лютого 2019.